# Тропические влажные леса Самоа
Тропические влажные леса Самоа — тропический влажный лесистый экорегион на островах Самоа. Они занимают площадь в 3100 км².
Центральный тропический лес Савайи, занимающий площадь в 727 км² на острове Савайи, входящем в состав архипелага Самоа, является крупнейшим сплошным участком тропических лесов в Полинезии. Область содержит более 100 вулканических кратеров, включая недавние потоки лавы. Существует три основных типа тропических лесов, наиболее обширными являются низменные леса, за которыми следуют горные и туманные леса. Тропический лес охватывает всю территорию острова и содержит большинство эндемичных местных видов Самоа, многие из которых находятся под угрозой исчезновения или почти исчезли.
К ним относятся редкий и необычный зубчатоклювый голубь (Didinculus strigirostris), известный в местном масштабе как manumea, национальная птица Самоа, и другие птицы, такие как самоанский медосос-мао (Gymnomyza samoensis). Самоанская белоглазка (Zosterops samoensis) и самоанская камышница (Gallinula pacifica) являются эндемиками острова Савайи. Последний раз самоанская камышница была зарегистрирована в 1873 году с возможными наблюдениями в 1984 году в высокогорных лесах и на горе Силисили в 2003 году.
В 1994 году Самоа ратифицировала международный и юридически обязательный договор — Конвенцию о биологическом разнообразии — в целях разработки национальных стратегий сохранения и устойчивого использования биологического разнообразия. По состоянию на нынешнее время охраняемые территории страны покрывали 5 % территории.
Около 30 % биологического разнообразия Самоа является эндемичным, встречается только в Самоа, при этом новые виды все еще обнаруживаются, включая двух новых бабочек в 2009 году и пресноводных рыб, новых для науки. В стране больше местных видов папоротников и бабочек, чем в Новой Зеландии — в стране, которая в 85 раз больше.
Большая часть земель Самоа находится в соответствии с обычным правом собственности, около 81 % из которых управляется на местном уровне главами семей matai. Поэтому природоохранные проекты осуществляются в партнерстве с matai, например, в заповеднике равнинных тропических лесов в деревне Falealupo на западной оконечности Савайи и в деревне Tafua на юго-восточном побережье.

## Галерея

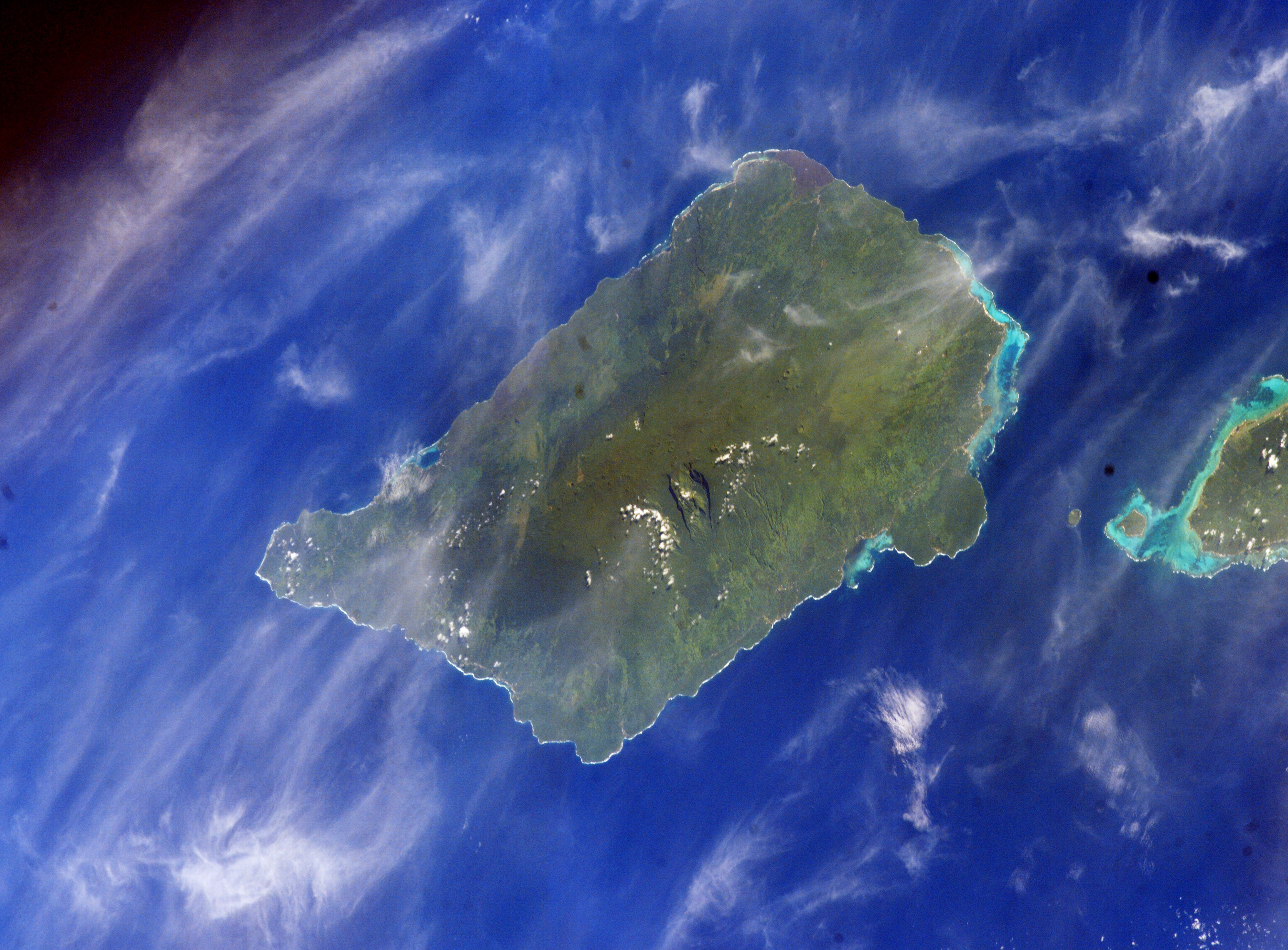
Спутниковая фотография НАСА острова Савайи
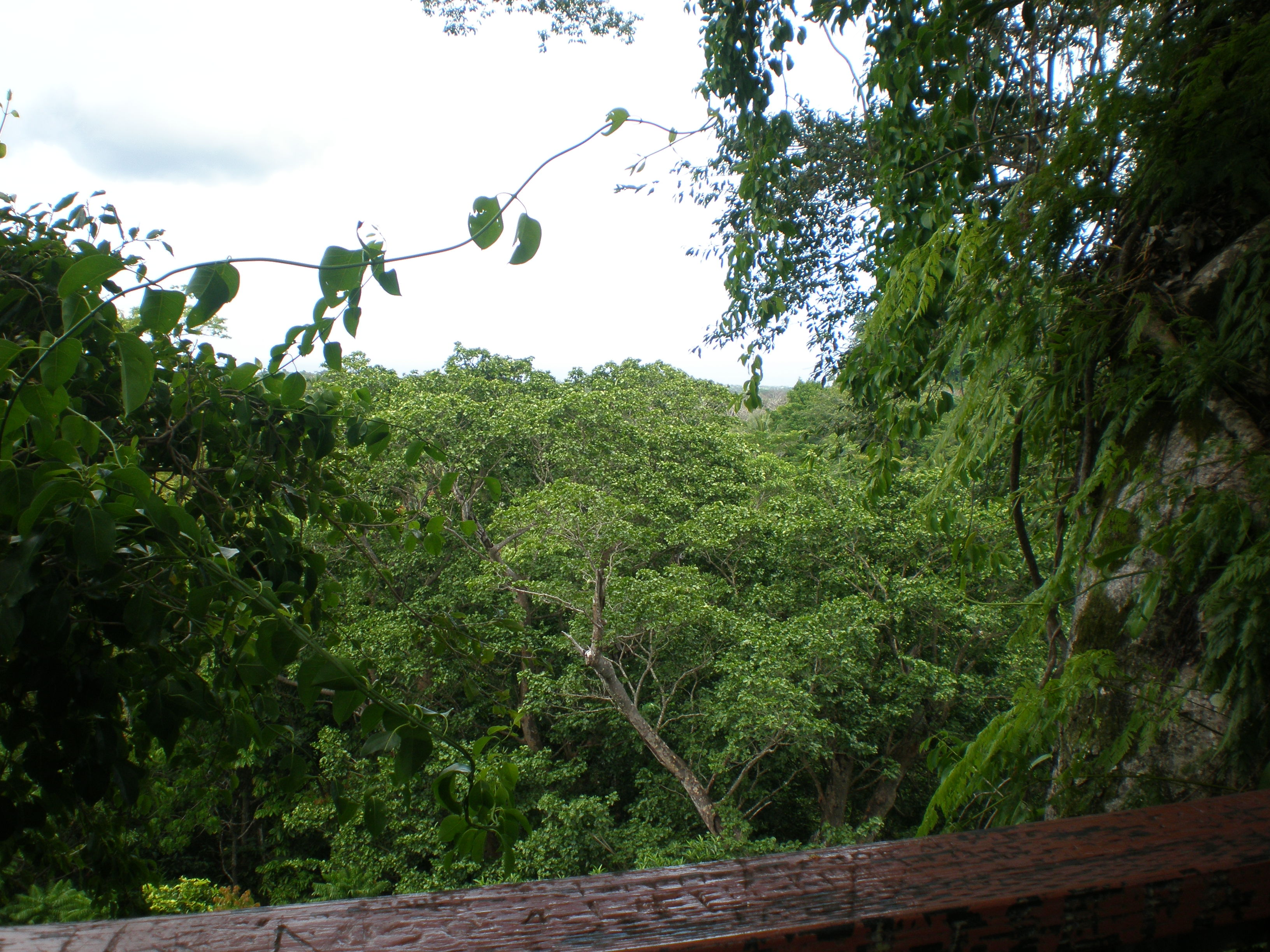
Вид сверху на низменные тропические леса в Falealupo
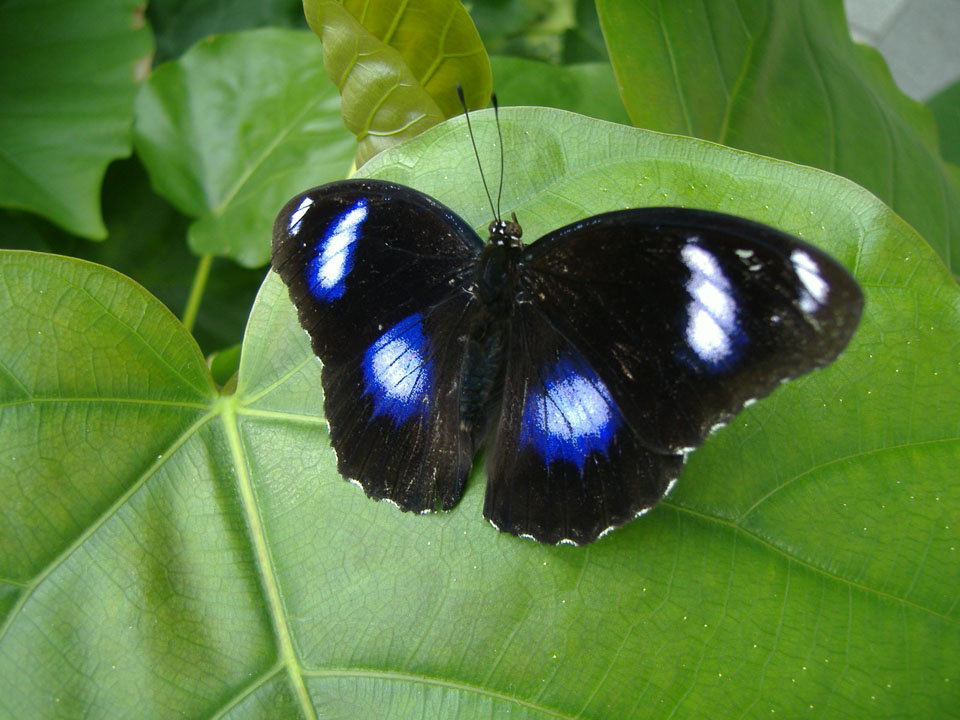
Бабочка Hypolimnas bolina
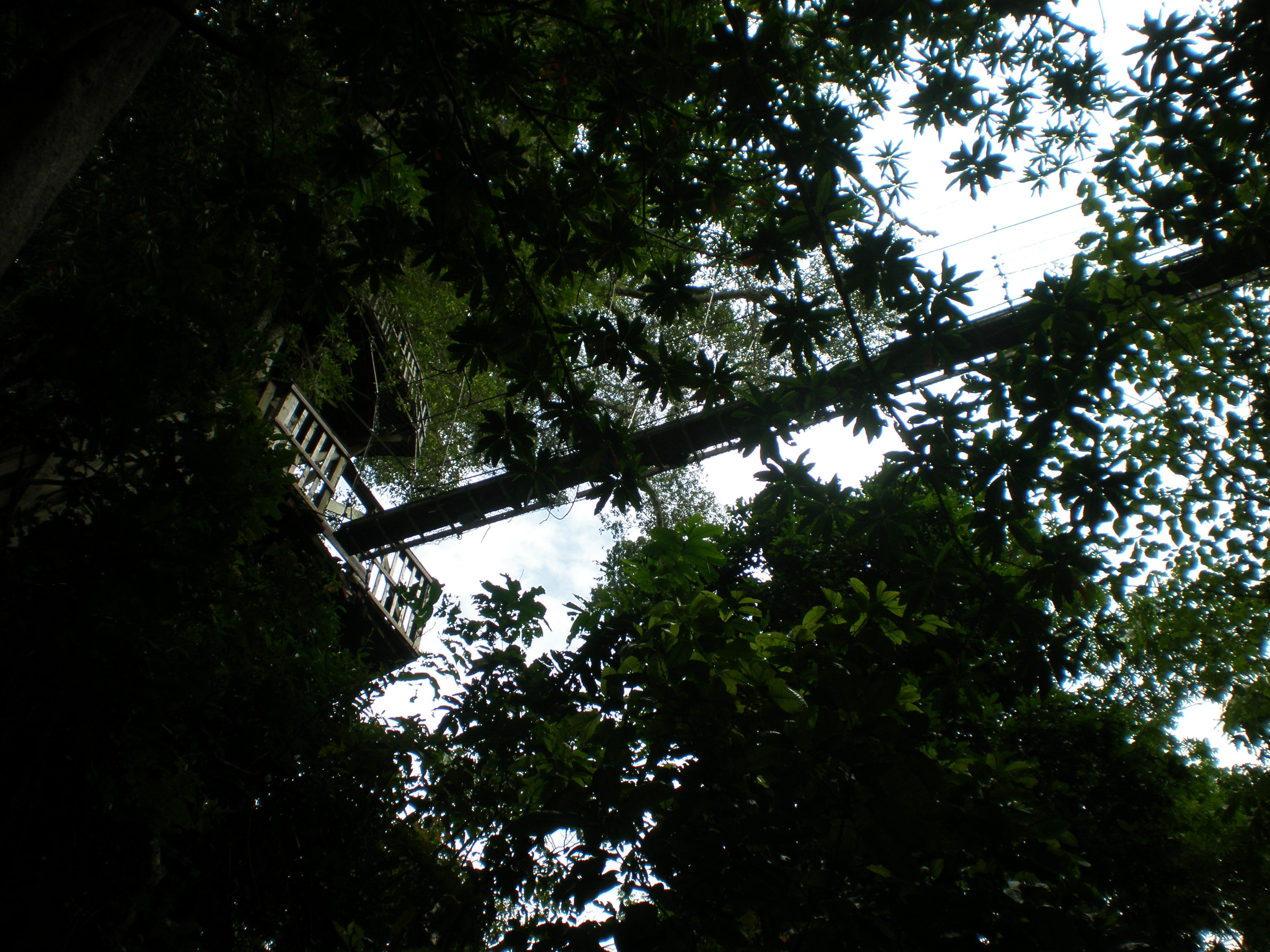
Лесной полог в Falealupo